# Liste der Premierminister von Nova Scotia
Diese Liste führt die Premierminister (engl. premier) der kanadischen Provinz Nova Scotia auf. Nova Scotia besitzt ein Einkammernparlament mit einer auf dem Westminster-System basierenden parlamentarischen Regierung. Dabei ist der Premierminister zugleich Vorsitzender jener Partei, die im Abgeordnetenhaus die meisten Sitze hält. Der Premierminister tritt als Regierungschef auf, während das Staatsoberhaupt, der kanadische Monarch, durch einen Vizegouverneur (lieutenant governor) vertreten wird. Außerdem stellt der Premierminister aus den Reihen der gewählten Abgeordneten die als Exekutivrat bezeichnete Regierung zusammen und steht dieser vor. Vor der Kanadischen Konföderation im Jahre 1867 war Nova Scotia eine britische Kronkolonie, das ab 1848 das Recht zur Selbstverwaltung besaß.

## Liste der Premierminister von Nova Scotia
| Premierminister der Kolonie Nova Scotia (1848–1867) | Premierminister der Kolonie Nova Scotia (1848–1867) | Premierminister der Kolonie Nova Scotia (1848–1867)     | Premierminister der Kolonie Nova Scotia (1848–1867) |
| Premierminister (Partei)                            | Premierminister (Partei)                            | Premierminister (Partei)                                | Amtszeit                                            |
| --------------------------------------------------- | --------------------------------------------------- | ------------------------------------------------------- | --------------------------------------------------- |
|                                                     | 01.                                                 | James Boyle Uniacke (Liberal Party)                     | 2. Februar 1848 – 3. April 1854                     |
|                                                     | 02.                                                 | William Young (Liberal Party) (1. Amtszeit)             | 4. April 1854 – 20. Februar 1857                    |
|                                                     | 03.                                                 | James William Johnston (Conservative Party)             | 24. Februar 1857 – 7. Februar 1860                  |
|                                                     | 0—                                                  | William Young (s. o.) (2. Amtszeit)                     | 10. Februar 1860 – 3. August 1860                   |
|                                                     | 04.                                                 | Joseph Howe (Liberal Party)                             | 3. August 1860 – 5. Juni 1863                       |
|                                                     | 0—                                                  | James William Johnston (s. o.) (2. Amtszeit)            | 11. Juni 1863 – 11. Mai 1864                        |
|                                                     | 05.                                                 | Charles Tupper (Confederation Party)                    | 11. Mai 1864 – 4. Juli 1867                         |
| Premierminister der Provinz Nova Scotia (seit 1867) |                                                     |                                                         |                                                     |
| Premierminister (Partei)                            | Premierminister (Partei)                            | Premierminister (Partei)                                | Amtszeit                                            |
|                                                     | 01.                                                 | Hiram Blanchard (Conservative Party)                    | 4. Juli 1867 – 30. September 1867                   |
|                                                     | 02.                                                 | William Annand (Liberal Party)                          | 30. September 1867 – 8. Mai 1875                    |
|                                                     | 03.                                                 | Philip Carteret Hill (Liberal Party)                    | 11. Mai 1875 – 15. Oktober 1878                     |
|                                                     | 04.                                                 | Simon Hugh Holmes (Conservative Party)                  | 22. Oktober 1878 – 23. Mai 1882                     |
|                                                     | 05.                                                 | John Thompson (Conservative Party)                      | 25. Mai 1882 – 18. Juli 1882                        |
|                                                     | 06.                                                 | William Thomas Pipes (Liberal Party)                    | 3. August 1882 – 15. Juli 1884                      |
|                                                     | 07.                                                 | William Stevens Fielding (Liberal Party)                | 28. Juli 1884 – 18. Juli 1896                       |
|                                                     | 08.                                                 | George Henry Murray (Liberal Party)                     | 20. Juli 1896 – 24. Januar 1923                     |
|                                                     | 09.                                                 | Ernest Howard Armstrong (Liberal Party)                 | 24. Januar 1923 – 16. Juli 1925                     |
|                                                     | 10.                                                 | Edgar Nelson Rhodes (Conservative Party)                | 16. Juli 1925 – 11. August 1930                     |
|                                                     | 11.                                                 | Gordon Sidney Harrington (Conservative Party)           | 11. August 1930 – 5. September 1933                 |
|                                                     | 12.                                                 | Angus Lewis Macdonald (Liberal Party) (1. Amtszeit)     | 5. September 1933 – 10. Juli 1940                   |
|                                                     | 13.                                                 | Alexander Stirling MacMillan (Liberal Party)            | 10. Juli 1940 – 8. September 1945                   |
|                                                     | —                                                   | Angus Lewis Macdonald (s. o.) (2. Amtszeit)             | 8. September 1945 – 13. April 1954                  |
|                                                     | 14.                                                 | Harold Joseph Connolly (Liberal Party)                  | 13. April 1954 – 30. September 1954                 |
|                                                     | 15.                                                 | Henry Hicks (Liberal Party)                             | 30. September 1954 – 20. November 1956              |
|                                                     | 16.                                                 | Robert Stanfield (Progressive Conservative Party)       | 20. November 1956 – 13. September 1967              |
|                                                     | 17.                                                 | George Isaac Smith (Progressive Conservative Party)     | 13. September 1967 – 28. Oktober 1970               |
|                                                     | 18.                                                 | Gerald Regan (Liberal Party)                            | 28. Oktober 1970 – 5. Oktober 1978                  |
|                                                     | 19.                                                 | John Buchanan (Progressive Conservative Party)          | 5. Oktober 1978 – 12. September 1990                |
|                                                     | 20.                                                 | Roger Stuart Bacon (Progressive Conservative Party)     | 12. September 1990 – 26. Februar 1991               |
|                                                     | 21.                                                 | Donald William Cameron (Progressive Conservative Party) | 26. Februar 1991 – 11. Juni 1993                    |
|                                                     | 22.                                                 | John Savage (Liberal Party)                             | 11. Juni 1993 – 18. Juli 1997                       |
|                                                     | 23.                                                 | Russell MacLellan (Liberal Party)                       | 18. Juli 1997 – 16. August 1999                     |
|                                                     | 24.                                                 | John Hamm (Progressive Conservative Party)              | 16. August 1999 – 24. Februar 2006                  |
|                                                     | 25.                                                 | Rodney MacDonald (Progressive Conservative Party)       | 24. Februar 2006 – 19. Juni 2009                    |
|                                                     | 26.                                                 | Darrell Dexter (New Democratic Party)                   | 19. Juni 2009 – 22. Oktober 2013                    |
|                                                     | 27.                                                 | Stephen McNeil (Liberal Party)                          | 22. Oktober 2013 – 23. Februar 2021                 |
|                                                     | 28.                                                 | Iain Rankin (Liberal Party)                             | 23. Februar 2021 – 31. August 2021                  |
|                                                     | 29.                                                 | Tim Houston (Progressive Conservative Party)            | 31. August 2021 – amtierend                         |